# Жорж Крістен
Жорж Крістен (англ. Georges Christen, *21 грудня 1962 р.) — професійний стронґмен з Люксембургу, власник 23 світових рекордів, які були занесені до Книги Рекордів Гінесса.
Крістен міг запросто голими руками рвати телефонні довідники, міг буксувати потяги і зубами тягнути літаки та кораблі. Окрім цього люксембурзький стронґмен понад двадцять років гастролював зі своїм шоу під назвою «англ. PowerShow» (укр. Шоу Сили). Глядачі цінують його виступи за унікальність і неповторність програми спортсмена.